# 박준성 (1954년)
박준성(朴埈成, 1954년~)

대한민국의 경영학자 출신 교육인 및 행정인.

성신여자대학교 경영학과 교수로 정년을 마치고, 현재 성신여자대학교 경영학과 명예교수이다.

이명박 정부(8대)와 박근혜 정부(9,10대)에서 최저임금위원회 위원장을 역임했고, 박근혜 정부와 문재인 정부에서 중앙노동위원회 위원장(26대)을 역임했다.

## 출생과 학력
1954년 대구광역시 군위군 군위읍 동부리 421-2에서 태어났다. 

군위국민학교를 졸업하고, 경북중, 경북고등학교(53회)를 졸업하고, 1973년 영남대학교 전체수석으로 입학하였다. 

1977~79년 서울대학교 대학원 경영학과 석사학위,  1977~79년 한국행동과학연구소 연구원, 79년12~82년 2월까지 육군 만기 제대, 1983~88년 서울대학교 대학원 박사학위를 취득했다.

1993년 일본 히토츠바시 대학 상학부에서 1년간 객원연구원을 지냈다.

## 교수 경력
82년3월 서울대 부설 방송통신대학교 경영학과 조교, 83년 관동대학교 전임강사, 84년3월부터 성신여대 교수로 재직하면서 경영학과에서 인사조직, 노사관계를 강의하였다.

경영연구소 소장, 전산원장 등을 역임하였고, 2000~2005년 인사전문가를 육성하는 인력대학원을 개설하여 운영하면서 인력대학원장을 역임하였다.

2019년8월 정년퇴직하였다.

## 벤처창업
성신여대 재직 중 2000년5월 한국소프트웨어진흥원으로부터 프로그램등록증서(인사평가시스템, 직무평가시스템)를 교부받고, 2000년9월 ㈜디지털엠지티를 창업하고, 중소기업청으로부터 벤처기업 사업성평가에서 우수판정을 받았다. 

대표이사 역할을 수행하면서 웹베이스 타입의 인사평가 및  임금관리시스템을 개발 보급하고, 직무수행능력 중심의 직급제도를 운영하는 신인사제도와 성과관리시스템을 구축하는 컨설팅 사업을 수행했다.

POSCO, 삼성그룹과 LG그룹 등의 신인사제도 혁신과 대구은행, SBS방송국, 현대제철 등의 기업 컨설팅을 수행하였다. 2007년6월 학교 측의 겸직 취소로 사업을 양도하였다.

```
2005년 5월 제12호부터 2007년 5월 제20호까지 인사노무관리의 혁신과 발전을 선도하는 전문잡지 “HR PROFESSIONAL”을 발행하였다.
```

## 학회 활동
2005년5월 ~ 2006년4월 한국인사조직학회, 2008년7월 ~ 2009년6월 한국고용노사관계학회의 회장을 역임하였다.

## 위원회 활동
2001년7월 ~ 2002년12월 노사정위원회 비정규직특위 공익위원 활동을 수행하면서 비정규직의 개념 확립에 일조하였다.

2010년3월 ~ 2013년3월 서울지방노동위원회 조정위원 활동을 하였다.

2010년6월 ~ 2011년12월 노사정위원회 노사문화선진화위원회, 2010년12월 ~  2012년12월 고용부 노사관계발전위원회, 2010년4월~2011년8월 노사정위원회 중소기업고용개선위원회, 2012년2월~2013년 5월까지 고용노동부 근로시간면제위원회 등에서 위원장을 역임하면서 노사문화 선진화와 고용률 개선을 위한 정책적 논의에 참여하였다.

2009년4월~2011년6월 최저임금위원회의 공익간사를 역임했고, 2011년6월~2016년10월 이명박 정부(8대)와 박근혜 정부(9,10대)에 걸쳐 최저임금위원회의 위원장을 역임하였다.

```
최저임금법의 심의기준과 원칙을 준수하면서 최저임금을 받지 못하는 근로자 비율(미만율)이 지나치게 높지 않도록 하면서 최저임금수준이 노동자 중위임금의 50% 수준이 되는 것을 목표로 최저임금위원회를 운영하였다. 

2012년5월 근로자의 날 기념식에서 정부로부터 황조근정훈장을 수여받았다.
```

2016년10월~2019년10월 박근혜 정부와 문재인 정부에 걸쳐 중앙노동위원회 위원장을 역임하였다.

취임 후 바로 오랫동안 열리지 못했던 노동위원회의 전원회의를 개최하여 모든 이해당사자가 빠짐없이 참여하는 노동위원회의 전통을 복원하였다.

노동위원회의 조정과 심판업무를 체계적으로 정리하여 대내외적으로 알리는 국·영문 「한국의 노동위원회」를 발간하였다. 

노동위원회가 국가적 가치와 정부적 가치를 통합하고 발전시키는 조직이 되도록 운영하였고, 심판사건의 쟁점별 판단요소 등 관련 업무메뉴얼을 전면적으로 쇄신하였다.

```
특히 설립 이래로 사용해왔던 미괄식 판정서를 두괄식판정서로 전환하여 알기 쉬운 판정서 쓰기를 정착시켰다.
```

## 저서
1. 최종태, 박준성, 노동조합의 활동 전략, 서울대출판부, 1986.

2. 박준성, 직능자격제도의 이해, 한국경제신문사  EM문고, 1990.

3. 박준성, 한국기업의 임금체계 개선사례, 한국생산성본부, 1992.

4. 박준성, 일본적 인사노무관리의 비밀, 비북스, 1995.

5. 박준성, 인재육성형 신인사제도, 비북스, 1995.

6. 박준성, 임금관리 이론과 실제, 명경사, 2004.

7. 박준성, 김환일, 승진 승격관리의 이론과 실제, 한국경영자 총협회 노동경제연구원, 2006.

8. 박준성, 이준우, 고령화시대의 인적자원관리, 한국노동연구원 뉴패러다임센터, 2007.

9. 최종태, 박준성, 이준우, 한국기업의 임금관리, 서울대학교 출판부, 2007.

10. 박준성, 임금체계 개선 컨설팅 메뉴얼, 한국노동연구원 고성과작업장센터, 2009.

11. 박준성, 임금체계, 명경사, 2015.

12. 박준성, 인사평가시스템, 명경사, 2015.